# Litophyton liltvedi
Litophyton liltvedi is een zachte koraalsoort uit de familie Alcyoniidae. De koraalsoort komt uit het geslacht Litophyton. Litophyton liltvedi werd in 1988 voor het eerst wetenschappelijk beschreven door Verseveldt & Williams. 